# Tricapus heinrichi
Tricapus heinrichi är en stekelart som beskrevs av Henry Keith Townes, Jr. 1970. Tricapus heinrichi ingår i släktet Tricapus och familjen brokparasitsteklar. Inga underarter finns listade i Catalogue of Life.